# Sida massaica
Sida massaica är en malvaväxtart som beskrevs av K. Vollesen. Sida massaica ingår i släktet sammetsmalvor, och familjen malvaväxter. Inga underarter finns listade i Catalogue of Life.